# Hegnera
Hegnera é um gênero monotípico de plantas com flores pertencentes à família Fabaceae. A única espécie é Hegnera obcordata.
A sua área de distribuição nativa vai da Indochina à Malésia Ocidental.